# Stefan Dannö
Stefan Dannö (ur. 10 lutego 1969 w Östersund) – szwedzki żużlowiec, brat Rolanda Dannö – również żużlowca.

## Kariera sportowa
Dwukrotny brązowy medalista Młodzieżowych Indywidualnych Mistrzostw Szwecji (1989, 1990), Indywidualny Mistrz Szwecji (Hagfors 2003). Finalista Indywidualnych Mistrzostw Świata (Vojens 1994 – XIV m.). Trzykrotny pełnoprawny uczestnik cykli Grand Prix: 1998 – XIII m., 1999 – XI m. oraz 2000 – XII miejsce. Najlepsze indywidualne wyniki w turniejach eliminacyjnych osiągnął w Grand Prix Polski 1999 (Wrocław) i Grand Prix Danii 2000, dwukrotnie zajmując III miejsca. Kilkukrotnie startował w finałach Indywidualnych Mistrzostw Świata na długim torze, najlepszy wynik osiągając w 1991 r. w Mariańskich Łaźniach (VI m). W 1996 r. zajął wspólnie z reprezentacją Szwecji V m. podczas finału Drużynowych Mistrzostw Świata.
W rozgrywkach o Drużynowe Mistrzostwo Polski reprezentował cztery kluby: GKM Grudziądz (1999), TŻ Opole (2000), Stal Gorzów Wielkopolski (2001) oraz Apator Toruń (2002).

## Mistrzostwa świata

### Starty w Grand Prix (Indywidualnych Mistrzostwach Świata na Żużlu)

#### Miejsca na podium
| Nr | Dzień      | Rok  | Nazwa             | Miejscowość | Tor                | Miejsce | Punkty | Biegi           | Zwycięzca     |
| -- | ---------- | ---- | ----------------- | ----------- | ------------------ | ------- | ------ | --------------- | ------------- |
| 1. | 3 lipca    | 1999 | Grand Prix Polski | Wrocław     | Stadion Olimpijski | 3.      | 18     | (0,2,3,2,1)     | Tomasz Gollob |
| 2. | 2 września | 2000 | Grand Prix Danii  | Vojens      | Speedway Center    | 3.      | 18     | (3,2,2,0,2,3,1) | Greg Hancock  |

#### Punkty w poszczególnych zawodachGrand Prix
| Sezon | Numer | 1      | 2      | 3      | 4      | 5        | 6     | Msc. | Pkt. |
| ----- | ----- | ------ | ------ | ------ | ------ | -------- | ----- | ---- | ---- |
| 1998  | 14    | CZE 14 | DEU 6  | DNK 7  | GBR 10 | SWE 5    | POL 7 | 13   | 49   |
| 1999  | 17    | CZE 10 | SWE 12 | POL 18 | GBR 5  | POL II 5 | DNK 2 | 11   | 52   |
| 2000  | 9     | CZE 3  | SWE 4  | POL 10 | GBR 6  | DNK 18   | EUR   | 12   | 41   |

| Statystyki        | Statystyki |
| ----------------- | ---------- |
| Starty            | 17         |
| Zwycięstwa        | 0          |
| Miejsca na podium | 2          |
| Finalista         | 2          |
| Punkty            | 142        |